# Franco Baschirotto Memorial Challenge Trophy
Le Franco Baschirotto Memorial Challenge Trophy est une compétition par clubs de kayak-polo européen, qui se déroule à San Giorgio di Nogaro, en Frioul-Vénétie Julienne, Italie.
Le 20e tournoi s'est déroulé les 11 et 12 juillet 2009.